# You Are My Life
"You Are My Life", "Tú eres mi vida" en castellano, es una canción del cantante estadounidense Michael Jackson que forma parte del álbum Invincible (2001). Es la décima pista del mismo y a diferencia de los estilos de las otras canciones, esta se trata de una balada suave.
Fue escrita por Jackson, Carole Bayer Sager y John McClain. Jackson aparentemente habría dedicado esta canción a sus hijos Prince y Paris. Los extractos más románticos del tema dicen:

"Tú eres el sol
Me haces brillar
Te pareces a las estrellas
Que parpadean en la noche "